# Kotolté (Tenejapa)
Kotolté es una localidad del estado mexicano de Chiapas. Es parte del municipio de Tenejapa.

## Demografía
| Gráfica de evolución demográfica |
|                                  |

| Censo | Población |
| ----- | --------- |
| 1900  | 104       |
| 1910  | 347       |
| 1921  | 115       |
| 1930  | 151       |
| 1940  | 91        |
| 1950  | 172       |
| 1960  | 297       |
| 1970  | 784       |
| 1980  | 1 015     |
| 1990  | 1 552     |
| 2000  | 1 815     |
| 2010  | 2 503     |
| 2020  | 2 372     |